# CEB Cup Winners’ Cup
Der CEB Cup Winners Cup ist ein ehemaliger durch den Europäischen Baseballverband (CEB) ausgetragener Baseball-Wettbewerb. Der Pokal der Länderpokalsieger, wurde von 1990 bis 2007 ausgespielt. Rekordsieger ist der niederländische Verein Neptunus Rotterdam mit fünf Erfolgen.

## Bisherige Sieger
| Saison | Gewinner               |
| ------ | ---------------------- |
| 1990   | Neptunus Rotterdam     |
| 1991   | Mediolanum Mailand     |
| 1992   | Mediolanum Mailand     |
| 1993   | Neptunus Rotterdam     |
| 1994   | Planet Kinheim         |
| 1995   | nicht ausgetragen      |
| 1996   | Leksand Lumberjacks    |
| 1997   | Cariparma Angels Parma |
| 1998   | Neptunus Rotterdam     |
| 1999   | Neptunus Rotterdam     |
| 2000   | Mr. Cocker HCAW Bussum |
| 2001   | Corendon Kinheim       |
| 2002   | Corendon Kinheim       |
| 2003   | Hoofddorp Pioneers     |
| 2004   | Rojos de Tenerife      |
| 2005   | Rojos de Tenerife      |
| 2006   | Hoofddorp Pioneers     |
| 2007   | Neptunus Rotterdam     |